# Jorge Toro
Jorge Luis Toro Sánchez (født 10. januar 1939 i Santiago, Chile, død 16. februar 2024 i   El Quisco, Chile) var en chilensk fodboldspiller (offensiv midtbane).
Toros karriere blev tilbragt i henholdsvis hjemlandet og Italien. Han spillede blandt andet for Colo-Colo og Unión Española, og var begge steder med til at vinde det chilenske mesterskab. I Italien spillede han for Sampdoria, Modena og Verona.
Toro spillede desuden 29 kampe og scorede seks mål for det chilenske landshold. Han var en del af det chilenske hold, der vandt bronze ved VM i 1962 på hjemmebane. Her spillede han fem af holdets seks kampe i turneringen, inklusive bronzekampen mod Jugoslavien.

## Titler
Primera División de Chile
- 1960 med Colo-Colo
- 1973 med Unión Española